# Sabella secusolutus
Sabella secusolutus är en ringmaskart som beskrevs av Hoagland 1920. Sabella secusolutus ingår i släktet Sabella och familjen Sabellidae. Inga underarter finns listade i Catalogue of Life.